# Rafael Eitan

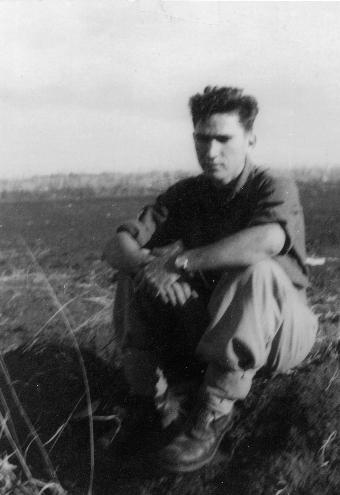
Fotografie din 1948.

Rafael „Raful” Eitan (în ebraică רפאל "רפול" איתן‎; n. 11 ianuarie 1929, Tel Adashim⁠(d), Districtul de Nord, Israel – d. 23 noiembrie 2004, Port of Ashdod⁠(d), Districtul de Sud, Israel) a fost un general și om politic israelian. A îndeplinit funcția de șef al Marelui Stat Major al Armatei Israeliene în perioada 1978-1983.

## Biografie
În perioada aprilie 1974 - august 1978, generalul Rafael Eitan a fost comandant al Armatei de Nord a Israelului.